# Sieto Mellema
Sieto Robert Mellema (Nieuw-Scheemda, 24 april 1920 - Stedum, 11 januari 2012) was een Nederlandse ruiter en burgemeester.

## Leven en werk
Mellema was een zoon van Derk Jans Mellema en Geertjen Harberdina Mellema. CHU-politicus Jur Mellema was een broer van hem. Hij had een landbouwbedrijf in Westeremden. Hij werd lid van de gemeenteraad voor het CDA en in 1968 benoemd tot burgemeester van Stedum en bleef aan tot de gemeente in 1990 werd samengevoegd met de gemeente Loppersum. 
Mellema was actief in de paardensport als dressuurruiter. Hij maakte naam als initiatiefnemer en organisator van springparcoursen in noordelijk Nederland voor diverse kampioenschappen. Van 1980 tot 1989 was hij voorzitter van het concours van Zuidlaren. Hij werd voor zijn verdiensten voor de paardensport in 1989 benoemd tot Officier in de Orde van Oranje-Nassau.
Mellema overleed op 91-jarige leeftijd.